# Мор Перцел
Мор Перцел (мађ. Perczel Mór; Толна, 14. новембар 1811 — Боњхад, 25. мај 1899) био је један од генерала у Мађарској револуцији 1848. Нарочито се истакао у рату против српске војске.
Перцел се придружио добровољачкој војсци која се 16. септембра 1848. сукобила са 10.000 аустријских војника под командом Јозефа Филиповића. За успех у овој борби је унапређен у чин генерал-мајора.
Аустријанци су поразили његове трупе 30. децембра 1848. у бици код места Мор и готово их уништиле.
Војска под његовом командом је заузела Солнок 22. јануара.
Са четвртом армијом је кренуо из Сегедина на Петроварадин, где је спасао од блокаде мађарски гарнизон. Од 22. марта низао је победе против српске војске: код Сомбора, Сирига и Хоргоша. Касније је напао и поразио Србе код Сентомаша, што је био четврти мађарски напад на ово утврђено село. У току освајања овог места побијено је између 4000 и 5000 житеља Сентомаша, Турије и Надаља. Исту политику ће применити и према селима у Шајкашкој током безуспешних покушаја заузимања Тителске висоравни. Запаљена су места Турија, Надаљ, Чуруг, Ковиљ и Ђурђево. Чак је уништен и Ковиљски манастир док су Перцелове трупе тражиле гробно место супруге Ђорђа Стратимировића. Може се слободно рећи да је Перцел извршио геноцид у Шајкашкој јер је у периоду од четири месеца попаљено већина места и поубијано преко 20% становништва те области.
И поред велике бројне премоћи Перцел је тучен у Шајкашкој од српских трупа: 12. априла код Мошорина и Вилова, 6. маја код Каћа и Будисаве, 22-26 маја код Вилова, Титела и Мошорина и 1. јуна код Вилова и Мошорина.
Након тога аустријској Јужној војсци ишао је на сусрет генерал Перцел од Новог Сада. У сукобу код Каћа и Јарка — Римског Шанца 7. јуна, Перцел је силно потучен; од тада се о њему ништа више није чуло. Код Каћа је један Перцелов батаљон потпуно уништен нападом Отингерових коњаника.
После мађарске катастрофе у бици код Вилагоша 13. августа 1849, 14. августа је преко Оршаве побегао у Турску, а одатле у Лондон.
У Мађарску се вратио 1867. где је неколико година био утицајан политичар.
Умро је 25. маја 1899. у Боњаду у Мађарској.